# Літературна Канівщина (музей)
Літературна Канівщина — музей у м. Канів (Черкаська область), входить до складу Шевченківського національного заповідника.

## Історія
Розпочав свою діяльність 1 травня 2008 року на базі Бібліотеки-музею А.П. Гайдара. Бібліотека-музей Гайдара — дитячий заклад культури у Каневі збудований на кошти зароблені школярами Радянського Союзу збором макулатури та металобрухту і відкритий у 1948 році, як бібліотека (через рік після того, як прах Аркадія Гайдара було перенесено до Канева). У 1966 році заклад набув статусу музею. У музеї зберігалися деякі особисті речі Аркадія Гайдара. Могила письменника розташована в міському парку, неподалік музею.
Згідно з Розпорядженням Кабінету Міністрів України від 27.02.2008 року № 343-р Бібліотека-музей А.П. Гайдара ввійшла до складу Шевченківського національного заповідника на правах науково-дослідного відділу «Літературна Канівщина» та відділу бібліотеки.
Відтоді одним із пріоритетних напрямків діяльності працівників бібліотеки стала науково-дослідна робота. В тандемі з музейними співробітниками проведено ряд досліджень присвячених життю та творчості Тараса Григоровича Шевченка.  